# Gorges de la Fou (Cortsaví)
Les Gorges de la Fou (tautologia) o millor La Fou és un congost al torrent anomenat la Fou, un afluent del Tec, entre les comunes nord-catalanes de Cortsaví i de Montferrer, però molt a prop de la d'Arles d'on surt el recorregut visitable, tots tres situats a la comarca del Vallespir, a la Catalunya del Nord.

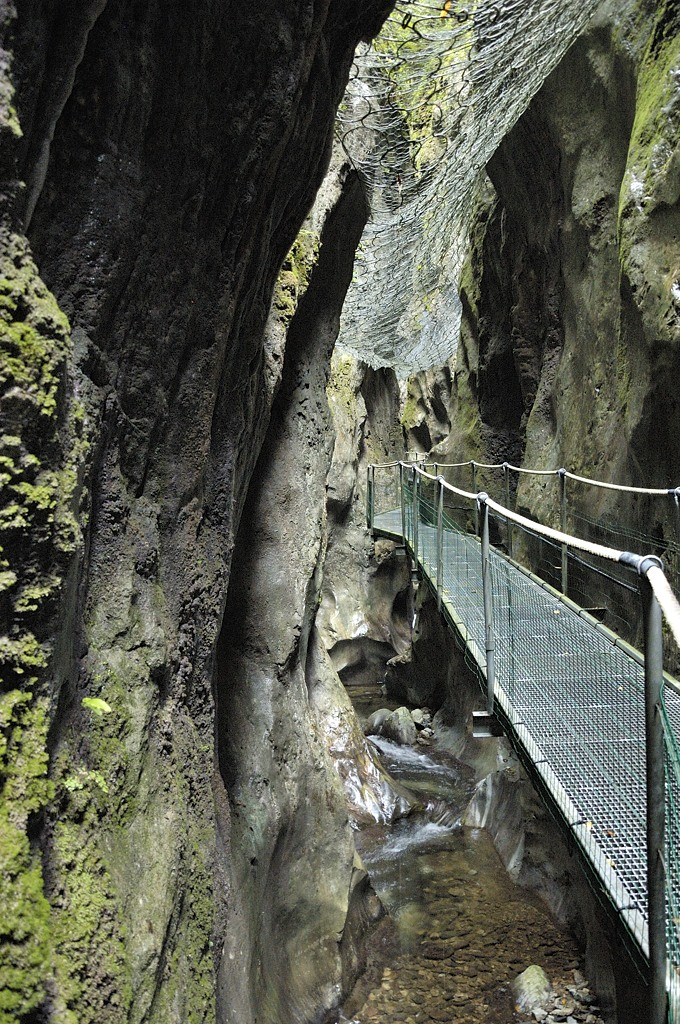
Un dels passos de les gorges

La profunditat, llargada i estretor del pas obert per l'aigua a la roca calcària són: 1,7 quilòmetres de llarg, profunditat de 150 m, i una separació que, al fons, sovint no passa del metre. Per a realçar-ne els atractius turístics, s'hi ha posat una passera metàl·lica que permet de fer un recorregut de noranta minuts al llarg d'un quilòmetre i mig, amb pendents de 9% i amplària d'un metre. Hom ha qualificat el congost de "les gorges més estretes del món".
Hi ha una xarxa de galeries subterrànies i de grutes disposades tant al llarg com en l'altura de les gorges, que no és oberta a la visita turística.

## Història
La llegenda vinculava aquest lloc amb la presència de bruixes i genis malèfics, cosa que hauria portat que -segons la tradició oral- no es fes cap temptativa d'exploració del congost durant segles. Als anys 1830-1850, els trabucaires (bandolers de camí ral) s'hi refugiaven dels miquelets; però no fou fins al 1928 que es documentà per primer cop que un grup de veïns d'Arles i dels Banys travessessin les gorges de cap a cap.